# 千蔵尚
千蔵 尚(ちくら たかし、1882年8月26日 - 1958年4月7日 )は、日本の教育者、岡崎市立(町立)高等女学校二代校長、岡崎市立(町立)図書館初代館長。明治・大正期における岡崎市の教育・文化向上に貢献した。旧字体表記では千藏 尙。

## 経歴
福岡県山門郡大和村(現:柳川市)で農家の三男として生まれた。地元の名門伝習館中学(現福岡県立伝習館高校)を1901年(明治34年) 3月に卒業。その後上京し東京高等師範学校(現:筑波大学)に進み、1906年(明治39年)3月理科博物学科を卒業。卒業後は進学し母校研究科に在籍していたが、1907年(明治40年)4月千蔵に新設の岡崎町立高等女学校( 現:愛知県立岡崎北高等学校)への誘いがあった。それは高等師範の先輩で当時愛知県第二師範学校(現:愛知教育大学)の教諭であった三井政善からであった。
千蔵は岡崎への赴任を決断。同年4月27日町内の随念寺を仮校舎に開校。生徒数40名、教師は校長に就任した三井政善と千蔵尚の二人きりであった。七月になると教諭の陣容も固まり、待望の女性教諭も着任、教師は総勢七名になり、しだいに学校らしい体制が整ってきた。とはいえ、机ほか設備は全て間に合わせであり、教室は昼でも暗く雨の日は裁縫などできる状態ではなかった。元々計画では、連尺小学校(現:岡崎市立連尺小学校)跡を仮校舎に考えていたが、当面の校舎として、急遽随念寺の間借りが決まった。
翌年4月、ようやく当初計画の連尺小学校へ移転、さらにここも手狭になったため、六供の岡崎高等小学校へ移る。そんな折、1909年(明治42年)4月校長三井政善の奈良女子高等師範学校(現:奈良女子大学)への転任が決まり、後任者に千蔵尚が選任された。時に千蔵尚28歳、若き二代目校長の誕生であった。翌年1910年(明治43年)、第一回卒業生三十三名を送り出す。校長になった千蔵は教育環境の整備を進めるとともに、あたためてきた持論の教育論を実践する。即ち、教育には「一歩進んだ考」が必要との信念から、いちはやく「インドアーベースボール」(現在のソフトボール)に着目、これを女生徒たちに教えた。生徒たちに評判がよく、新聞にも紹介され、全国高等女学校校長会議でも話題になったようである。一般にソフトボールは、千蔵の後輩で、東京高等師範の大谷武一が、1921年(大正10年)米国から持ち帰り、全国に広めたとされるが、これはその数年前のことであった。
一方、生徒の体格・体力が全国平均に比べ劣っていることを心配した千蔵は、生徒に遠足や伊吹山・恵那山への登山を奨励。さらに実践教育を重んじ、礼儀作法も座学だけでなく、実際に学校校庭の紀年館に客を招き接遇の実習をさせた。
かくして、千蔵は教育者として、また町一番の有識者として尊敬の念を集めた。そうした彼に、1912年(明治45年)町立図書館(正式名岡崎町立通俗図書館)の設立が決まった時、館長就任(女学校校長と兼務)の要請があったのは、当然の成り行きであった。
同年7月21日開館式を終えた岡崎町立通俗図書館は、8月1日より一般公開を予定していたが、7月30日明治天皇崩御のため、五日間の自粛期間を経て、年号が変わった大正元年(1912年)8月5日に正式オープンした。町立図書館の仮館舎は随念寺塔頭の常福院であった。ここは二年前まで女学校の寄宿舎として使われていた所。蔵書は6232冊、入館は有料で一回二銭。千蔵は女学校校長と兼務のため、館長代理(書記)として常駐したのは、元大樹寺小学校(現:岡崎市立大樹寺小学校)校長の八木開枝であった。
図書館の運営については、「一歩進んだ考」の中で、ドイツの小都市における図書館の利用者が、日本の十倍であること、また講演会でもその聴講者の半分は初等教育を受けただけの労働者であることを紹介し、日本における社会教育の遅れを指摘している。また、開館式後の記念講演では「欧米における図書館の現状」をテーマに話しをしている。
開館から二年後の1914年(大正3年)9月、千蔵の手により図書館として初めての『図書目録』が発行された。ここでは図書分類が従来の「第一門、第二門、… 第九門 」 か ら 「000、100…900」に改定、創立当時6232冊であった蔵書は、9818冊まで増えていた。
1916年( 大正5年)7月 、市制施行に伴い 、「岡崎町立通俗図書館」は「 岡崎市立図書館 」、「岡崎町立高等女学校」は「岡崎市立高等女学校」へそれぞれ改められたが、千蔵は引き続きその任を全うした。しかし1919年(大正8年)7月、千蔵の静岡県志太郡立高等女学校(現:静岡県立籐枝西高等学校)への転任が決まり、女学校校長 には柳原秀太郎 、図書館館長には柴田顕正が選任された。
千蔵はその後も津島高等女学校、天津高等女学校、愛知淑徳高等女学校に勤め要職につき、終生女子中等教育に情熱を傾けた。とりわけ最初の赴任地でありここで家族を持った岡崎には深い想い入れがあり、当地を去ったあとも折にふれ自分の近況や昔の思い出を母校の「校友会誌」などに投稿している。

晩年は東京都世田谷区で二女および四女の家族と共に暮らし、1958年4月7日死去、75歳。
。